# Луки (Сумская область)
Луки (укр. Луки) — село,
Недригайловский поселковый совет,
Недригайловский район,
Сумская область,
Украина.
Код КОАТУУ — 5923555103. Население по переписи 2001 года составляло 144 человека .

## Географическое положение
Село Луки находится на левом берегу реки Сула,
выше по течению примыкает село Вехово,
ниже по течению на расстоянии в 1,5 км расположено село Вакулки,
на противоположном берегу — село Цибуленки.
Село вытянуто вдоль дороги на  км.
Рядом проходит автомобильная дорога Н-07.